# Provincia de Ñuble (1848-1974)
La provincia de Ñuble fue una de las divisiones administrativas de Chile existente hasta 1974.

## Historia
La provincia fue creada por la ley del 2 de febrero de 1848 con los departamentos de San Carlos de la provincia de Maule y Chillán de la provincia de Concepción, por lo que la provincia quedó configurada:
| Departamento | Cabecera   |
| ------------ | ---------- |
| Chillán      | Chillán    |
| San Carlos   | San Carlos |

En 1884 se crearon los departamentos de Bulnes y Yungay, segregándolos del departamento de Chillán. La provincia quedó con 4 departamentos:
| Departamento | Cabecera   |
| ------------ | ---------- |
| Chillán      | Chillán    |
| San Carlos   | San Carlos |
| Bulnes       | Bulnes     |
| Yungay       | Yungay     |

Luego con los DFL8582 y 8583 del 30 de diciembre de 1927 se modificaron los límites provinciales y comunales, respectivamente.
- Se agregó el departamento de Itata, segregado de la provincia de Maule.
- Las antiguas subdelegaciones 2a de Quillón y 3a de Cerro Negro, segregadas del departamento de Puchacay (provincia de Concepción), conforman la Comuna y Subdelegación de Quillón en el departamento de Bulnes; y
- Las antiguas subdelegaciones 8a de Tucapel, 10a de Reñico y 11a de Trupán, provenientes del departamento de Rere (provincia de Concepción), y la subdelegación 20a de Antuco del departamento de La Laja (Provincia de Biobío), constituye la Comuna y Subdelegación de Tucapel, en el departamento de Yungay.

Debido a esto, desde febrero de 1928, la provincia quedó configurada de la siguiente forma:
| Departamento | Cabecera   |
| ------------ | ---------- |
| Chillán      | Chillán    |
| San Carlos   | San Carlos |
| Itata        | Quirihue   |
| Bulnes       | Bulnes     |
| Yungay       | Yungay     |

En 1974, como parte del proceso de regionalización de la dictadura militar, se suprimió la antigua provincia de Ñuble (con rango equivalente a las actuales regiones) y se creó, en su lugar, la provincia de Ñuble, perteneciente a la región del Biobío.

## Intendentes
Durante 1970 hasta 1972 Santiago Bell tomó el cargo de la intendencia. En 1973 fue detenido junto a Pedro Hidalgo y fue trasladado a la Isla Quiriquina donde fue torturado. 
En 1975 fue exiliado a Gran Bretaña donde tuvo gran éxito como artista escultor. Falleció de cáncer en 2005.